# John Charles Rykert
Pour les articles homonymes, voir Rykert.
John Charles Rykert (10 mars 1832-28 décembre 1913) est un homme politique canadien de l'Ontario. Il est député fédéral conservateur de la circonscription ontarienne de Lincoln de 1878 à 1882 et de Lincoln et Niagara de 1882 à 1891. Il représente aussi la circonscription provinciale de Lincoln à titre de député conservateur de 1867 à 1874.

## Biographie
Né à St. Catharines dans la province du Haut-Canada, Rykert étudie au Upper Canada College et à l'université de Toronto. Après avoir gradué en droit et appelé au Barreau de l'Ontario en 1854, il s'installe pratiquer à St. Catharines.
Préfet du Grantham Township (en) de 1857 à 1864, de préfet de St. Catharines de 1864 à 1876 et maire de cette ville de 1895 à 1896.
Élu député de Lincoln en 1860, il siège à l'Assemblée législative de la province du Canada jusqu'à sa défaite en 1863.
Il meurt à St. Catharines à l'âge de 81 ans.
Son fils, John Charles, devient le premier percepteur de douane de la région de Kootenay en Colombie-Britannique. Un autre fils, Arthur Frederick (en), siège aussi comme député provincial ontarien.